# Гротон (Південна Дакота)
Гротон (англ. Groton) — місто (англ. city) в США, в окрузі Браун штату Південна Дакота. Населення — 1380 осіб (2020).

## Географія
Гротон розташований за координатами 45°27′6″ пн. ш. 98°6′0″ зх. д. / 45.45167° пн. ш. 98.10000° зх. д. (45.451677, -98.100076).  За даними Бюро перепису населення США в 2010 році місто мало площу 4,54 км², уся площа — суходіл.

## Демографія
Згідно з переписом 2010 року, у місті мешкало 1458 осіб у 576 домогосподарствах у складі 373 родин. Густота населення становила 321 особа/км².  Було 630 помешкань (139/км²).
Расовий склад населення:
| - 97,5 % — білих - 0,5 % — корінних американців - 0,3 % — чорних або афроамериканців - 0,1 % — азіатів |

До двох чи більше рас належало 1,4 %. Частка іспаномовних становила 0,9 % від усіх жителів.
За віковим діапазоном населення розподілялося таким чином: 28,5 % — особи молодші 18 років, 52,1 % — особи у віці 18—64 років, 19,4 % — особи у віці 65 років та старші. Медіана віку мешканця становила 40,0 року. На 100 осіб жіночої статі у місті припадало 97,3 чоловіків;  на 100 жінок у віці від 18 років та старших — 94,2 чоловіків також старших 18 років.
Середній дохід на одне домашнє господарство  становив 79 801 долар США (медіана — 66 667), а середній дохід на одну сім'ю — 89 009 доларів (медіана — 76 591). Медіана доходів становила 50 750 доларів для чоловіків та 32 132 долари для жінок. За межею бідності перебувало 1,8 % осіб, у тому числі 0,0 % дітей у віці до 18 років та 9,3 % осіб у віці 65 років та старших.
Цивільне працевлаштоване населення становило 1053 особи. Основні галузі зайнятості: освіта, охорона здоров'я та соціальна допомога — 23,6 %, роздрібна торгівля — 18,2 %, сільське господарство, лісництво, риболовля — 10,9 %, виробництво — 10,8 %.